# 諸聖徒教会 (ハワイ島)

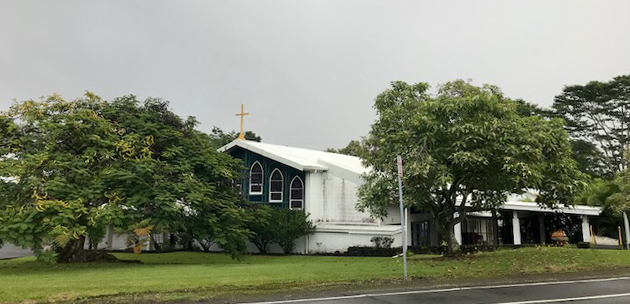
Church of the Holy Apostles, Hilo, Hawaii

諸聖徒教会（しょせいときょうかい、英語: Church of the Holy Apostles）は、アメリカ合衆国ハワイ州のハワイ島ヒロにある聖公会の教会で、米国聖公会の第8管区のハワイ教区に属している。

## 概要
ハワイでの聖公会は、カメハメハ4世とエマ王妃（Queen Emma）がイングランド国教会をハワイ王国に招待した1862年に始まった。ハワイ島の聖使徒教会は1903年に設立され、その後1963年にハワイ大学ヒロ校の向かいにある現在の場所（1407 Kapi'olani Street, Hilo, Hawaii 96720）に移転した。
この教会はハワイ島の聖公会教会の中でも最大で、130家族が登録されている。教会は多様性を奨励していて、LGBTの兄弟・姉妹も受け入れている。「万物はみな兄弟」を説いた聖フランシスの聖名祝日（10月4日）に近い日曜日には礼拝に先立って「聖フランシスの動物の祝福」が行われ、ペット（特に犬）を連れて礼拝に参加する人も少なくない。